# SciPy
SciPy é uma biblioteca Open Source em linguagem Python que foi feita para matemáticos, cientistas e engenheiros. Também tem o nome de uma popular conferência de programação científica com Python.
A sua biblioteca central é NumPy que fornece uma manipulação conveniente e rápida de um array N-dimensional. A biblioteca SciPy foi desenvolvida para trabalhar com arrays NumPy, e fornece muitas rotinas amigáveis e bem eficientes como rotinas para integração numérica e otimização.
Além de tudo ainda tem a vantagem de ser livre e bem fácil de instalar e utilizar.

## Estruturas de dados
A estrutura de dados básica usada pelo SciPy é uma matriz multidimensional fornecida pelo módulo NumPy. NumPy fornece algumas funções para álgebra linear, transformadas de Fourier e geração de números aleatórios, mas não com a generalidade das funções equivalentes em SciPy. O NumPy também pode ser usado como um contêiner multidimensional eficiente de dados com tipos de dados arbitrários.
Isso permite que o NumPy se integre rápida e perfeitamente a uma ampla variedade de bancos de dados. Versões mais antigas do SciPy usavam Numeric como um tipo de array, que agora está obsoleto em favor do código de array NumPy mais recente.